# 簡単に言えたなら
「簡単に言えたなら」（かんたんにいえたなら）は、島谷ひとみの31枚目のシングル。2011年2月16日にavex traxから発売された。

## 解説
CD+DVDとCDの2種類があり、ジャケットも異なる。
「簡単に言えたなら」のPVには、モデルの鈴木ちなみが出演している。
カップリング曲の「moment」には、楽曲を提供した川江美奈子がコーラスとして参加している。

## 収録曲

### CD
1. 簡単に言えたなら [4:55]
作詞・作曲：古内東子 / 編曲：河野圭
  - ディノス「フジテレビフラワーネット」CMソング
2. moment [4:55]
作詞・作曲：川江美奈子 / 編曲：阿部潤
3. 簡単に言えたなら (Instrumental)
4. moment (Instrumental)

### DVD
1. 簡単に言えたなら (MUSIC VIDEO)
2. 簡単に言えたなら (IMAGE CLIP)